# Stenocactus multicostatus
Stenocactus multicostatus (englischer Trivialname Brain Cactus) ist eine Pflanzenart in der Gattung Stenocactus aus der Familie der Kakteengewächse (Cactaceae). Das Artepitheton multicostatus leitet sich von den lateinischen Worten multi- für ‚viele‘ sowie costatus für ‚gerippt‘ ab.

## Beschreibung
Der frischgrüne, gewöhnlich einzelne Pflanzenkörper ist gedrückt kugelförmig bis etwas zylindrisch und erreicht Wuchshöhen von bis zu 6 Zentimeter mit Durchmessern bis zu 10 Zentimeter. Er hat nicht weniger als 120 sehr dünne, scharfkantige, gedrückte, wellige Rippen, zwischen denen sich enge Furchen befinden. Auf jeder Rippe befindet sich für gewöhnlich nur eine Areole. Aus der Areole entspringen drei weiße, papierartige, gebogene Mitteldornen, die bis 3 Zentimeter lang werden und einen vierkantigen Querschnitt haben. Die vier Randdornen sind glasig weiß, aufrecht oder leicht gebogen. Der Scheitel ist von einer dünnen, weißlichen Wolle bedeckt.
Die weißen Blüten sind 2,5 Zentimeter lang und haben eine purpurviolette Mitte. Die äußeren Kronblätter sind länglich zugespitzt, die inneren länglich spitz oder stumpf. Die Schuppen auf der Blütenröhre sind länglich und zugespitzt. Die Schuppen des Fruchtknotens sind breit eiförmig, spitz bis zugespitzt, sehr dünn, mehr oder weniger papierartig und frühzeitig abfallend.

## Verbreitung, Systematik und Gefährdung
Stenocactus multicostatus ist in den mexikanischen Bundesstaaten Coahuila, Chihuahua und Durango verbreitet.
Die erste Erwähnung als Echinocactus multicostatus stammt von 1890. Nach Angaben von Karl Moritz Schumann soll Albert Mathsson die ersten Exemplare bei Saltillo in Mexiko gesammelt haben. Alwin Berger stellte die Art 1929 in die Gattung Stenocactus. Weitere nomenklatorische Synonyme sind Echinofossulocactus multicostatus (Hildm. ex K.Schum.) Britton & Rose (1922) Brittonrosea multicostata (Hildm. ex K.Schum.) Speg. (1923) und Efossus multicostatus (Hildm. ex K.Schum.) Orcutt (1926, nom. inval.).
Es werden folgende Unterarten unterschieden:
- Stenocactus multicostatus subsp. multicostatus
- Stenocactus multicostatus subsp. zacatecasensis (Britton & Rose) U.Guzmán & Vázq.-Ben.

In der Roten Liste gefährdeter Arten der IUCN wird die Art als „Data Deficient (DD)“, d. h. mit keinen ausreichenden Daten geführt.

## Botanische Geschichte
Nathaniel Lord Britton und Joseph Nelson Rose ordneten Echinocactus multicostatus als Echinofossulocactus multicostatus der von ihnen 1922 neu aufgestellten Gattung Echinofossulocactus zu. Gleichzeitig veröffentlichten sie die Erstbeschreibung zweier durch Francis Ernest Lloyd (1868–1947) gesammelter Arten. Echinofossulocactus lloydii aus Zacatecas und Echinofossulocactus zacatecasensis aus dem Norden von Zacatecas werden heute als Synonyme angesehen. Alwin Berger stellte 1929 die von Britton und Rose beschriebenen Arten in Illustrierte Handbücher sukkulenter Pflanzen: Kakteen in die Gattung Stenocactus. Ein weiteres Synonym Echinofossulocactus erectocentrus wurde von Curt Backeberg 1961 ungültig publiziert.
Echinocactus multicostatus Hildm. ex K.Schum. (1898) ist womöglich ein illegitimer Name, da Anton Daul (* 1821) bereits 1890 eine kurze Beschreibung veröffentlichte. Der Name selbst geht wohl auf den Gartenkatalog Catalogue des cactées et plantes grasses diverses de la collection P. Rebut von Pierre Rebut aus dem Jahr 1886 zurück.

## Nachweise